# Pesthidegkút
Pesthidegkút (dt.: Hidikut) (auch Pesthidegkut, Hidikút oder Ófalu Altdorf) ist eine ehemals selbstständige Gemeinde im Ofner Bergland, dem Umland von Budapest, Ungarn. 1950 wurde Pesthidegkut zum Bezirk II/A (Nord-West) der ungarischen Hauptstadt eingemeindet.
Heute hat Pesthidegkut ca. 18.000 Einwohner. Aufgrund der vielen Grünflächen gilt Pesthidegkut heute als die grüne Lunge und ein beliebtes Ausflugsziel vieler Budapester aber auch als begehrte Wohnadresse.
Zu den Sehenswürdigkeiten zählen u. a. Kirche im Altdorf, der Wallfahrtsort Maria Einsiedel sowie die Kalksteinhöhlen.

## Geschichte
Pesthidegkút wird 1255 erstmals urkundlich erwähnt.
In den Jahren 1301–1400 ist es im Besitz von Lajos dem Großen. Die Gemeinde wird 1526 durch die Türken vernichtet.
1702 kommen die ersten deutschen Siedler (überwiegend aus dem Schwarzwald, dem Rheinland und aus Neudorf) durch die Habsburger Monarchen an.
Im Ort wütet 1739 die Pest. 1840 vernichtet ein Feuer den Großteil der Gemeinde. Eine Hoterregulierung findet 1867 und drei Jahre später die Trennung vom Zehent statt.
Pesthidegkút wird im Dezember 1944 von sowjetischen Truppen eingenommen.
Die rund 2000 deutschstämmigen Einwohner der ca. 8000 Einwohner des Ortes werden wie auch andere Donauschwaben mit zwei Zügen am 7. und 8. Mai 1946 in die amerikanische Besatzungszone Deutschlands ausgewiesen. Die meisten haben in Mosbach, Heidelberg und Mannheim ihre neue Heimat gefunden.
1950 wurde Pesthidegkút in die Hauptstadt Budapest eingemeindet.

## Städtepartnerschaften
Die Partnerstädte von Pesthidegkut sind
- Mosbach (Deutschland)